# Косьяненко Катерина Володимирівна
Косьяненко Катерина Володимирівна (нар. 21 листопада 1978, Київ) — українська художниця, заслужений художник України (з 2019). В Національній спілці художників України з 2002, магістр живопису з 2005. Працює в галузі станкового живопису.

## Біографія
Народилася в Києві. 1996 року закінчила Республіканську художню школу ім. Т. Г. Шевченка.
У 2002 р. закінчила Національну академію образотворчого мистецтва і архітектури (2002, театрально-декораційне відділення, кер. Данило Лідер) та асистентуру НАОМА (2005, живописна майстерня народного художника України, професора Василя Гуріна). Магістр живопису (2005).
Учасниця всеукраїнських та міжнародних виставок (з 1999). В активі художниці 38 персональних виставок живопису та графіки (Київ, Івано-Франківськ, Чернівці, Коломия, Львів, Париж, Ніцца, Краків, Черкаси, Абу-Дабі, Ольштин, Варшава).[первинне джерело]
У 2009 р. художниця пройшла стажування в Cité Internationale des Arts (Париж), резидент Cite Internationale Des Arts.
Член асоціації «Україна—Франція» (Україна, Київ).[первинне джерело]
Фігуративний живопис художниці стилістично близький до  іконопису доби українського бароко,  живопису епохи Відродження, пейзажі та  натюрморти мають риси імпресіоністичного трактування натури. Саме апелювання до художньої спадщини минулого, поєднання рис різних стилів та напрямків образотворчого мистецтва з надсучасним баченням живописності надає творам Катерини Косьяненко яскравої індивідуальності й неповторності.
Працює в галузі станкового малярства, у театрі та кіно, пише ікони.
Найчастіше створює живописні серії: "Тіні забутих предків" (2001-02), "Календар" (2003-05), "Оболонські святі" (2012-13), "Sweets and Spicies" (2013), "Мамаї та Мамаївни", "Короткий метр" (обидві серії - 2004-14), "Графіті для Анни" (2016, нагороджена в 2018  мистецькою премією "Київ" у галузі образотворчого мистецтва ім. Сергія Шишка), "Земля" (2016), "Кияни та гості" (2017), "Казки" (2018-20), "TERRA" (2018), "Список кораблів" (2019-20), серія "Victory" присвячена подіям російсько-української війни (2014-24), "Самовидці" (2024-25).
Автор графічних серій "Київ" та "Париж" (обидві - 2017).  Персональні виставки експонувалися в галереї "Les Visages de nos Villes" (2017) та Культурно-інформаційному центрі України в Парижі (Франція, 2006, 2017, 2018),  Національному заповідніку "Софія Київська" (Київ, 2016), Музеї історії Києва (Київ, 2017, 2018), Музеї книги і друкарства України (Київ, 2018-2019, 2021-22, 2024), Національному художньому музеї образотворчого України (НАМУ, Київ, 2021), Національному музеї народного мистецтва ім. Й. Кобринського (Коломия, 2022), Національному музеї у Львові ім. Андрея Шептицького (2023) та численних мистецьких галереях України та зарубіжжя.

## Нагороди та премії
- 2003 р. — Перша премія на 100-му Осінньому Салоні в Парижі (SALONE D'AUTOMNE, 1 er PRIX de PENTURE des Amis du SALONE D'AUTOMNE).
- 2004 р. — Грант Президента України для обдарованої молоді.
- 2006 р. — Срібна медаль Національної академії мистецтв України.
- 2009 р. — 5-я Премія (номінація «Живопис») і медаль Лоренцо Пишного (Lorenzo il Magnifico Award) VII Флорентійської Бієнале 2009 року (Florence Biennale, Biennale Internazionale dell'Arte Contemporanea a Firenza)[3][4].
- 2011 р. — Стипендія Міністерства Культури Республіки Польща «GAUDE POLONIA».
- 2018 р. — Мистецька премія «Київ» імені Сергія Шишка (в галузі образотворчого мистецтва).
- 2019 р. — присвоєно почесне звання «Заслужений художник України».

## Доробок
- «Катерина Косьяненко». Каталог. Київ, 2005.
- «Антологія». Каталог. Галерея «Колекція». Київ, 2007.
- «Трамонтана». Каталог. Галерея «Колекція». Київ, 2008.
- Катерина Косьяненко. Живопис. «Мамаї та Мамаївни». Каталог. Київ, 2013.
- Каталог виставки «Sweets and Spices» ("Солодощі та спеції). Галерея «N2N Gallery». ОАЕ, Абу-Дабі. 2014.
- «Изобразительное искусства Киева». Альбом. Изд-во МКСХ «Галарт». Москва. 2014.
- Каталог «GENNUS LOCI. Tonino Guerra». Київ, 2016.
- «Мій Київ. Мій Париж». Каталог творів. Графіка. Київ, 2018.
- Сергій Жадан. "Список кораблів". Артбук. Картини Катерини Косьяненко. Meridian Czernowitz.. 2020. http://www.meridiancz.com/blog/serhiy-zhadan-spysok-korabliv/ [Архівовано 29 квітня 2020 у Wayback Machine.]
- "Катерина Косьяненко. Каталог виставки "Victory". 2023. Національний музей  у Львові імені Андрея Шептицького.
- "Анна Ярославна: Київська князівна — королева Франції". 2023.